# Jean Delville
Jean Delville (Lovaina, 19 de enero de 1867-Forest, 1953) Pintor, escritor y ocultista. Nacido en Lovaina (Bélgica), perteneció al Simbolismo, movimiento poético-pictórico aparecido en Francia a fines del siglo XIX. Premio de Roma belga en pintura 1895. Vivió la mayor parte de su vida en Bruselas, aunque también residió algunos años entre París, Roma, Glasgow y Londres. 

"Entendida en su sentido metafísico, la Belleza es una de las manifestaciones del Ser Absoluto.
Emanada desde los armoniosos rayos del Plan Divino,
cruza el plano intelectual, para brillar nuevamente, a través del plano natural 
donde se oscurece en la materia."   
Jean Delville

## Su vida y su entorno
Comenzó su formación artística a la edad de 12 años en la Academia de Bellas Artes de Bruselas, prosiguió sus estudios, en dicha Academia, hasta el año de 1889, allí fue condecorado, entre los alumnos más sobresalientes, por sus excelentes trabajos.
Sin embargo, su primera exhibición profesional la realizó a la edad de 20 años; continuando sus estudios en las Academias de Bellas Artes de Glasgow y Bruselas.
Por aquel entonces, Jean Delville comenzaba a interesarse por las manifestaciones espirituales y esotéricas, llegando a comprometerse verdaderamente.
Durante las últimas décadas del siglo XIX, mucha gente, sobre todo en el Oeste del país, reaccionó al materialismo e hipocresía de dicho período, desarrollando un interés por el esoterismo, las ciencias ocultas y demás conceptos espirituales. El entusiasmo por esas ideas consiguió su mayor apogeo durante 1890, década en que el pintor y escritor belga, se encontraba en la plenitud de su espiritualidad. 
En el año de 1887 o 1888 se trasladó a París, donde conoció al Sâr Joséphin Péladan, fundador del Círculo Rosa-Cruz, un excéntrico y místico ocultista, quien se definía a sí mismo como: "un moderno rosacruz descendiente de Magos Persas".
Delville estaba perplejo por muchas de las ideas peladianas, entre ellas, su visión del artista ideal, visto como un iniciado desarrollado y espontáneo, el cual debía tener como misión irradiar luz, espiritualidad y misticísmo en el mundo. Delville exhibió algunas de sus pinturas en el Salon de la Rose+Croix que instaurara Péladan entre 1892 y 1895.
Además de sus pinturas, Jean Delville escribió numerosos textos donde reflejaba y expresaba sus ideas.
En 1895, publicó "Diálogos Entre Nosotros", texto donde subsubraya su punto de vista sobre el ocultismo y la filosofía esotérica, 
Brendan Cole discute este texto en su tesis sobre Delville (Christ Church, Oxford, 2000), señalando sobre todo esas materias. Aunque, ciertamente "El Diálogo" refleja las ideas de un cúmulo de ocultistas, no obstante, revela un renovado interés por la Teosofía.
Durante algún tiempo, a mediados y finales de 1890, Delville se unió a la Sociedad Teosófica, y en 1910 pasó a ser el secretario del movimiento teosófico en Bélgica. En el mismo año, con el fin de congregar a los seguidores, añadió una torre a su casa ubicada en Forest, un suburbio de Bruselas. 
Siguiendo las ideas de Krishnamurti, Delville pintó el techo e incluso las tablas del suelo del salón, destinado a la meditación, completamente de azul y el emblema de dicha sociedad teosófica fue colocado en la cima del techo. Aunque todavía existen fotografías y dibujos del lugar, lamentablemente la casa no ha perdurado en el tiempo.

## Pinturas y dibujos
Aunque Delville escribió frecuentemente sobre sus ideas, ciertamente nunca escribió ni discutió acerca de sus pinturas. Él, simplemente dejó las posibles interpretaciones al observador, y como resultado de ello, sus pinturas se ven sumergidas en un aire de misterio e intriga.
Uno de los más misteriosos es este cuadro, ejecutado en 1892, con carboncillo y tiza pastel, pues es impresionante y fuera de lo común.
En él, Jean Delville retrata a una joven mujer como un médium en estado de trance, de pálida tez y con los ojos desviados mirando hacia arriba. Su cabello radiante, rojizo, de un tono más bien anaranjado, se combina bien con la fluida luz de su aura.
Los colores cálidos que rodean la cabeza de  Madame Merill, parecen hacer referencia a los fulgores terrenales de la pasión y la sensualidad. 
Por otro lado, en el libro donde ella apoya su barbilla, y el cual sostiene con unas manos casi espectrales, se puede apreciar un triángulo escaleno con la punta hacia arriba. Esto representa la idea de Delville del perfecto conocimiento humano, el cual es posible alcanzar (como lo menciona en su libro "Diálogos entre Nosotros") a través de la Magia, la Kabbalah y el Hermetismo.
Como lo han señalado numerosos autores, su pintura demuestra claras referencias al ocultismo y a la sabiduría secreta, por tanto, sus cuadros siempre parecen insinuar una cierta predisposición a la Iniciación. 
Si bien el aura roja de la mujer podría hacer referencia a su lado sensual, ésta podría tornarse más espiritual, según sea su desenvolvimiento en las diversas etapas de su desarrollo.
Sin embargo, cualquiera que fuese su interpretación, lo cierto es que este inusual retrato siempre causó un fuerte impacto sobre sus espectadores: "Este retrato puede conseguir un efecto tan espeluznante como sobrenatural".
(Bade, Femme Fatale, 1979), "Es una visión positivamente mágica".(Jullian, Soñadores de Decadencia,1974). 
Este cuadro, algunas veces, se consideró la Mona Lisa de 1890, el cual también se ha conocido con el nombre de "La Mysteriosa" pues, hasta ahora, son muy pocos los detalles que se han podido conseguir sobre la modelo, de hecho su nombre no se menciona en ningún lado de la literatura de la época. Quizás la información más extensa sobre su identidad la ha proporcionado la Biografía que su hijo Oliver escribió sobre el pintor.
De acuerdo con él, se halla la opinión de Stuart Merrill (Poeta del movimiento simbolista quien publicó sus trabajos en París y Bruselas) el cual tuvo, en ese tiempo, una casa cercana a la de Delville en Forest. 
Sin embargo, no es un dato de primera mano, ya que, como bien se sabe, Oliver había nacido, por lo menos, diez años después de que el cuadro fuese realizado, por lo que no podría arrojar detalles precisos sobre éste. Olivier únicamente apunta que "la joven Mme. Merrill-Rion" era Belga, y que Delville estaba impresionado por su extraña belleza y que la representó con un aire medium-místico.
Esta pintura no fue comprada por Merrill, y permaneció con Delville hasta que fue vendida a un coleccionista privado de California a finales de 1960.
En 1998, fue adquirida por el Museo de Bellas Artes de Bruselas, y ahora aparece expuesta al público.